# Onthophagus sundanensis
Onthophagus sundanensis là một loài bọ cánh cứng trong họ Bọ hung (Scarabaeidae).